# Сан-Пол-да-Мар
Сан-Пол-да-Мар (Catalan pronunciation: [ˈsan ˈpɔl də ˈmaɾ]) — муніципалітет у комарці Маресме в Каталонії, Іспанія. Він розташований на узбережжі між Канет-де-Мар і Калелла. Національне шосе N-II і станція на залізничній лінії RENFE з'єднують Сан-Поль-де-Мар з рештою узбережжя, тоді як місцева дорога з'єднує місто з Ареніс-де-Мунт.

## Міста-побратими

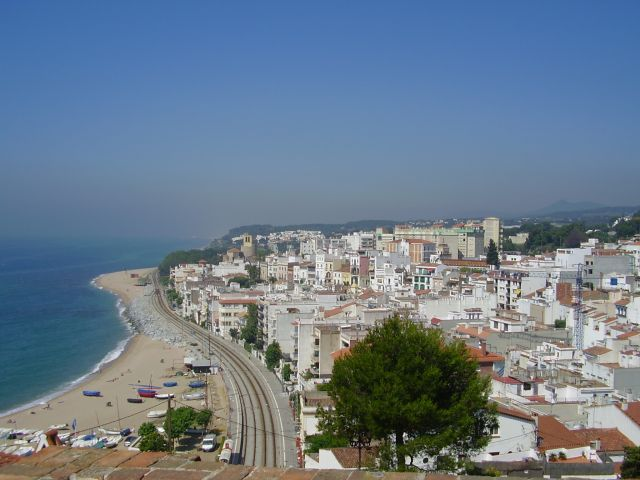
Сан-Поль-де-Мар - вид

- Aндора-ла-Велья, Андора